# Thouars
Thouars [twaʁ] ist eine französische Gemeinde mit 13.949 Einwohnern (Stand 1. Januar 2022) im Département Deux-Sèvres in der Region Nouvelle-Aquitaine. Sie gehört zum Arrondissement Bressuire und ist Hauptort des Kantons Thouars.

## Geografie
Die Stadt liegt im Norden des Départements Deux-Sèvres auf einem Plateau, das den Fluss Thouet beherrscht, einen Nebenfluss der Loire. Nachbarstädte sind: Bressuire, Parthenay, Saumur, Loudun.

## Geschichte
Rund um Thouars befindet sich die Region mit der größten Anzahl von Megalithanlagen innerhalb des Départements Deux-Sèvres. Dies deutet auf eine Besiedlung im Neolithikum zwischen 4600 und 3500 v. Chr. hin. Es gibt 19 mehr oder weniger gut erhaltene Dolmen, die in einigen Fällen bis 2500 v. Chr. weiterverwendet wurden. Auch ein Tumulus, die Motte des Justices, befindet sich in der Umgebung von Thouars. Einige Dolmen wurden in den späten 1950er und frühen 1960er sowie in den 1970er Jahren ausgegraben und archäologisch untersucht, vier von ihnen wurden als Monument historique eingestuft. Im nahen Taizé-Maulais und Saint-Léger-de-Montbrun waren die Dolmen zwischen 1994 und 1997 Gegenstand von Rettungsgrabungen durch Frédéric Bouin.
- Der Name Thouars stammt von Tudae arx (Zitadelle über dem Thouet).
- Pippin der Jüngere und sein Sohn, der spätere Karl der Große, brandschatzten und zerstörten die gallorömische Stadt im Jahr 762.
- Im Hundertjährigen Krieg war Thouars abwechselnd von den Engländern und den Franzosen besetzt.
- Bertrand du Guesclin eroberte Thouars nach einer langen Belagerung schließlich am 30. November 1372 für Frankreich.
- Die Vizegrafschaft Thouars wurde im 16. Jahrhundert zugunsten des Hauses La Trémoille zum Herzogtum (duché) und zur Pairie erhoben (siehe Herzogtum Thouars).
- Thouars war während der Hugenottenkriege eine Hochburg des Protestantismus, verlor jedoch nach der Aufhebung des Edikts von Nantes (1685) unter Ludwig XIV. einen Großteil seiner Bevölkerung.

Am 1. Januar 2019 wurde die Gemeinde Thouars mit Missé, Sainte-Radegonde und Mauzé-Thouarsais zur Commune nouvelle Thouars zusammengeschlossen.

## Bevölkerungsverteilung und -entwicklung
| Ortsteil         | ehemaliger INSEE-Code | Fläche (km²) | Höhenlage (m) | Einwohnerzahlen (Census) | Einwohnerzahlen (Census) | Einwohnerzahlen (Census) | Einwohnerzahlen (Census) | Einwohnerzahlen (Census) | Einwohnerzahlen (Census) | Einwohnerzahlen (Census) | Einwohnerzahlen (Census) | Einwohnerzahlen (Census) | Einwohnerzahlen (Census) | Einwohnerzahlen (Census) |
| Ortsteil         | ehemaliger INSEE-Code | Fläche (km²) | Höhenlage (m) | 1962                     | 1968                     | 1975                     | 1982                     | 1990                     | 1999                     | 2006 1                   | 2008 2                   | 2011 1                   | 2013 2                   | 2016 3                   |
| ---------------- | --------------------- | ------------ | ------------- | ------------------------ | ------------------------ | ------------------------ | ------------------------ | ------------------------ | ------------------------ | ------------------------ | ------------------------ | ------------------------ | ------------------------ | ------------------------ |
| Mauzé-Thouarsais | 79171                 | 49,53        | 49–120        | 1.474                    | 1.460                    | 1.625                    | 1.771                    | 1.926                    | 1.988                    | 2.639                    | 2.711                    | 2.790                    | 2.755                    | 2.788                    |
| Missé            | 79178                 | 12,34        | 47–117        | 530                      | 487                      | 487                      | 682                      | 806                      | 827                      | 850                      | 878                      | 855                      | 841                      | 849                      |
| Sainte-Radegonde | 79292                 | 7,52         | 43–111        | 796                      | 1.130                    | 1.810                    | 1.984                    | 2.020                    | 2.027                    | 1.973                    | 1.959                    | 1.937                    | 1.901                    | 1.801                    |
| Thouars          | 79329                 | 12,09        | 47–117        | 11.257                   | 11.787                   | 12.141                   | 11.498                   | 10.905                   | 10.656                   | 10.256                   | 9.853                    | 9.622                    | 9.302                    | 9.213                    |
| Thouars          | 79329                 | 81,48        |               | 14.057                   | 14.864                   | 16.063                   | 15.935                   | 15.657                   | 15.498                   | 15.718                   | 15.401                   | 15.204                   | 14.799                   | 14.667                   |

RP: Recensement de la population (Volkszählung, Census)

Die (Gesamt-)Einwohnerzahlen der Gemeinde Thouars wurden durch Addition der einzelnen Ortsteile, d. h. der ehemaligen selbständigen Gemeinden ermittelt.

## Sehenswürdigkeiten

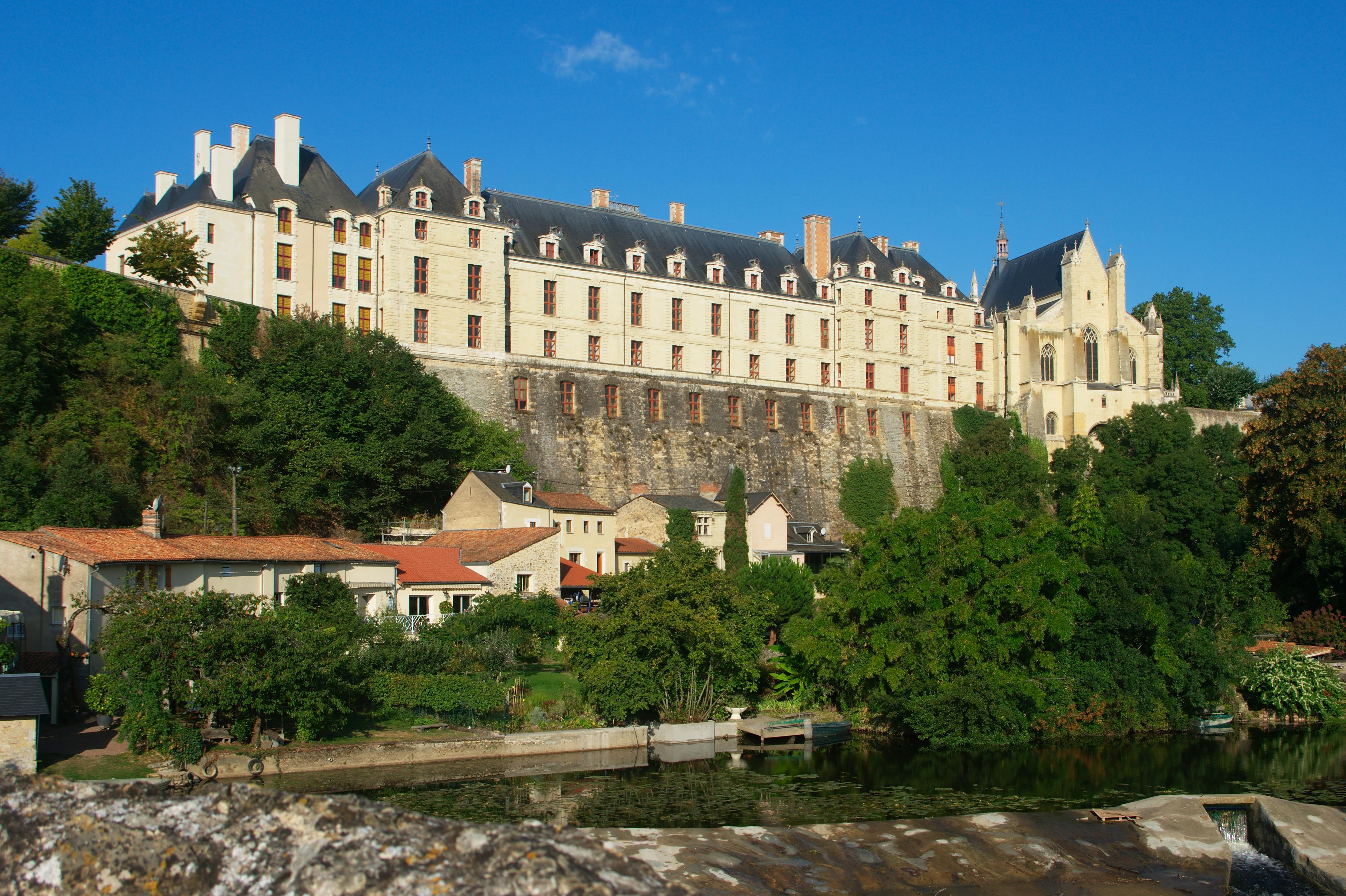
Schloss Thouars

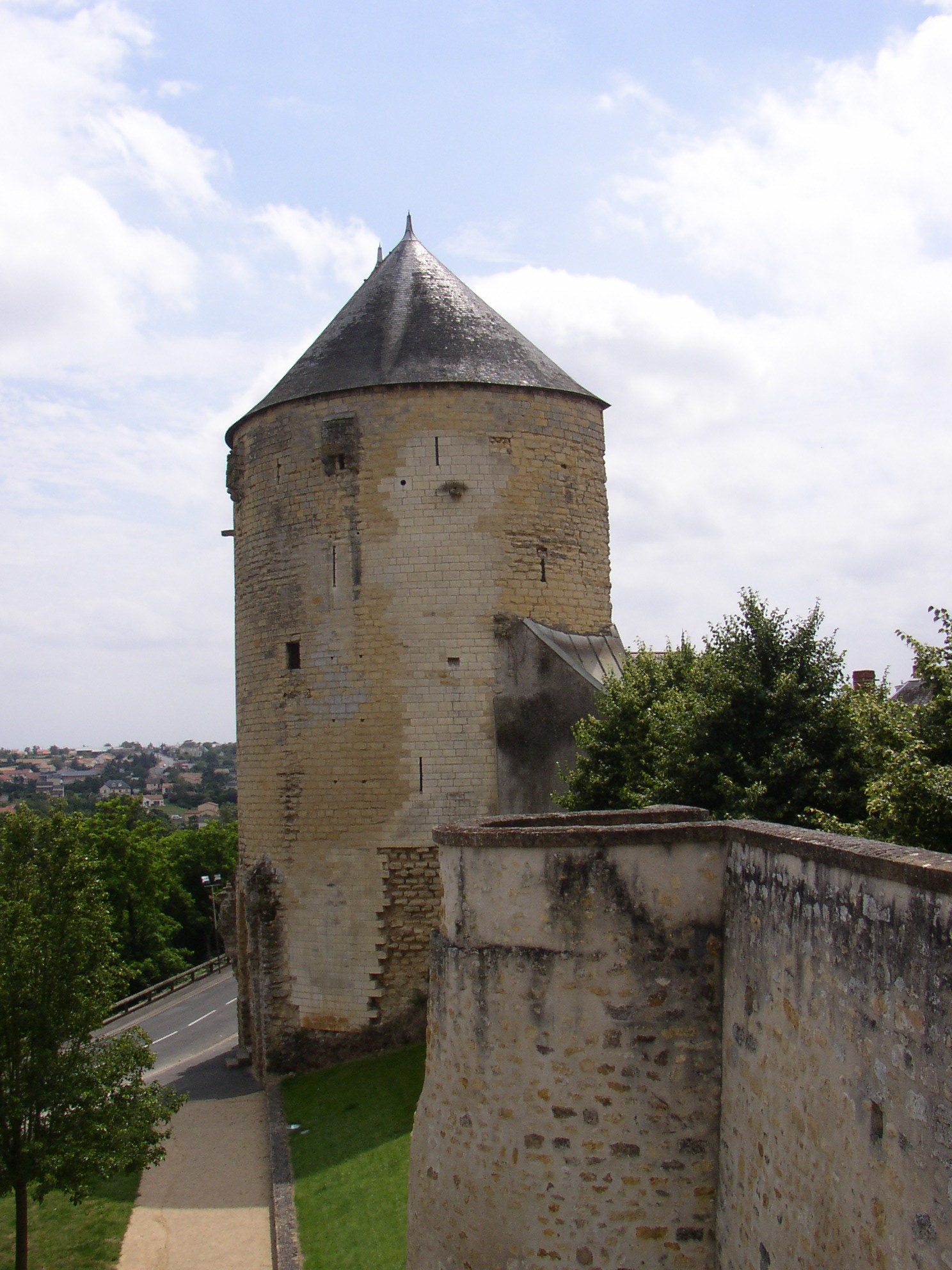
Thouars – Tour Prince des Galles

- Das Schloss Thouars (1635–1638) war Sitz der Herzöge von La Trémoille und wurde 1870 zum Gefängnis und später, bis heute, zum Kolleg.
- Die Stadtmauern, Remparts und Türme stammen ursprünglich aus dem 12. und 13. Jahrhundert, wurden aber immer wieder erneuert und umgebaut:
  - Die Tour du Prince de Galles wurde zeitweise zur Einlagerung von Getreidevorräten genutzt.
  - Die mächtige Porte au Prévôt ist seitlich von zwei halbrund vorspringenden Türmen eingefasst.
- Die Kirche St-Médard hat eine Fassade im poitevinischen Stil mit einem mächtigen Seitenturm und ein schönes Nordportal
- In der ehemaligen Abteikirche St-Laon befindet sich das Grab der Margarethe von Schottland, der ersten Ehefrau Ludwigs XI.
- Das Hôtel particulier Tyndo ist ein Stadtpalais vom Ende des 15. Jahrhunderts; es wurde im Jahr 1882 zum Monument historique erklärt.
- In den Altstadtgassen von Thouars finden sich noch einige Fachwerkhäuser mit Gefachfüllungen aus Ziegelsteinen.
- Das Musée Henri Barré zeigt viele Exponate zur Kunst und zum Kunsthandwerk des 19. Jahrhunderts (Bilder, Keramik, Möbel).
- Südöstlich des Ortes liegt die Nekropole von Monpalais.

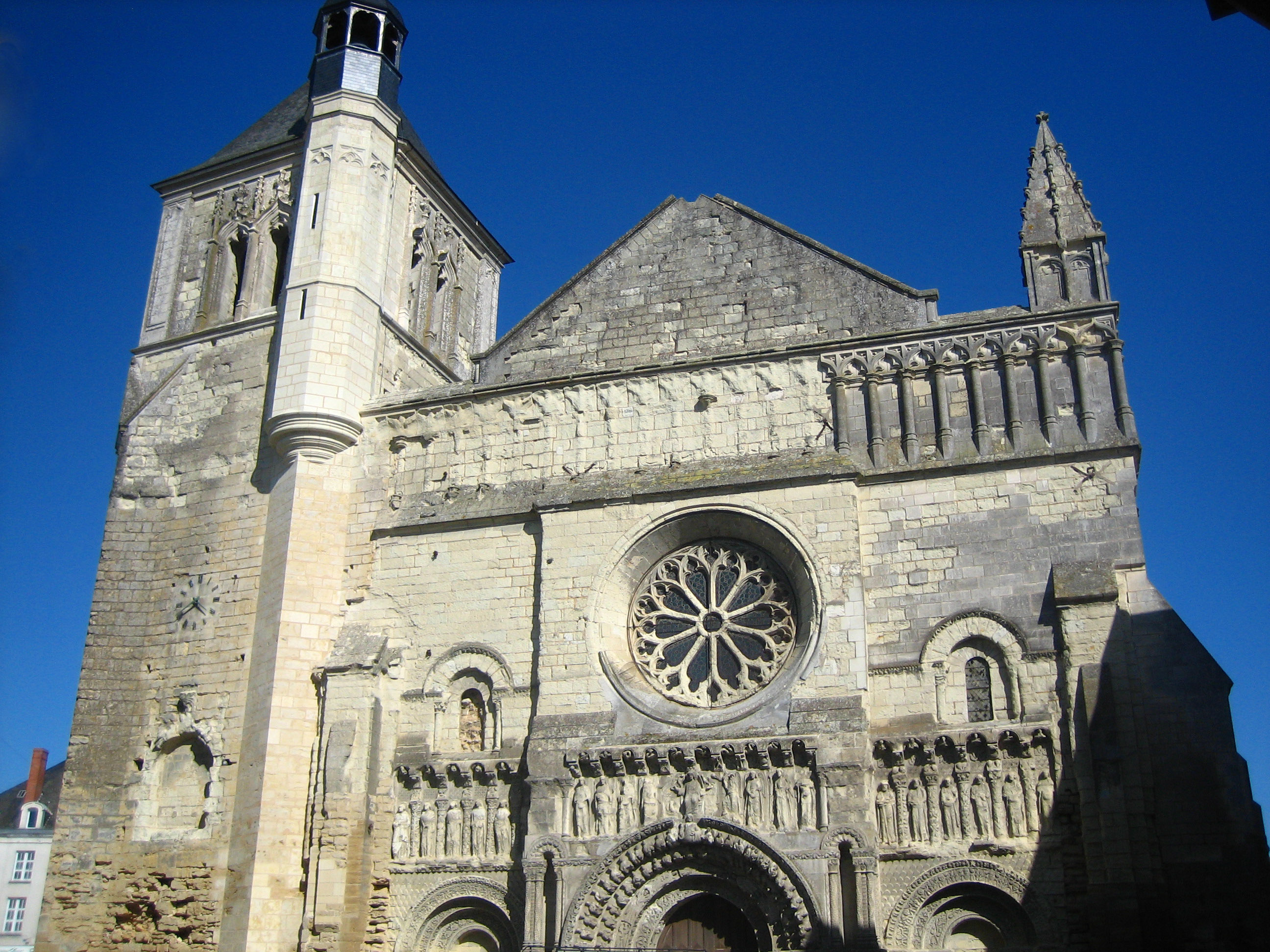
Kirche St-Medard, Fassade
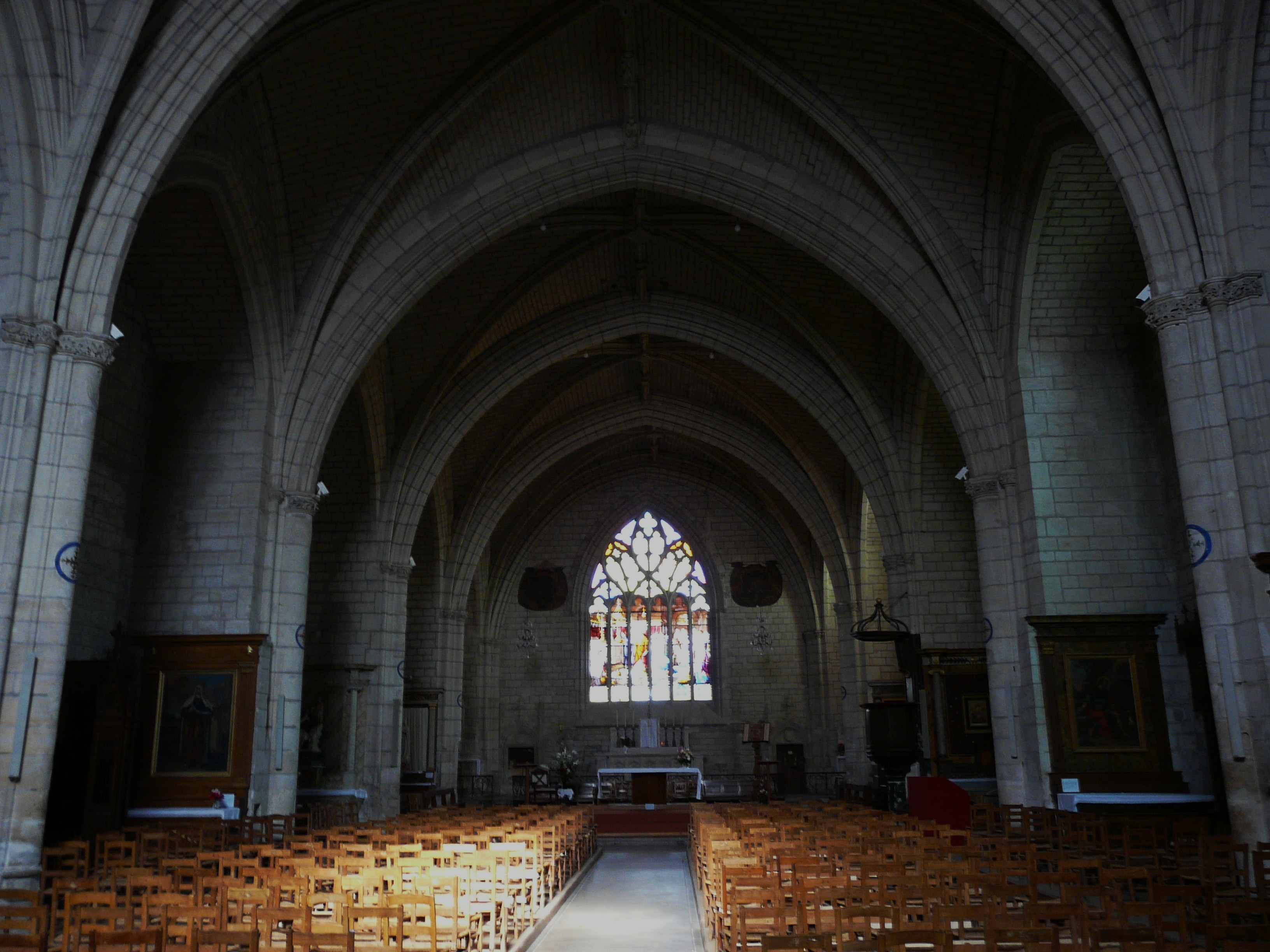
Kirche St-Medard, Kirchenschiff
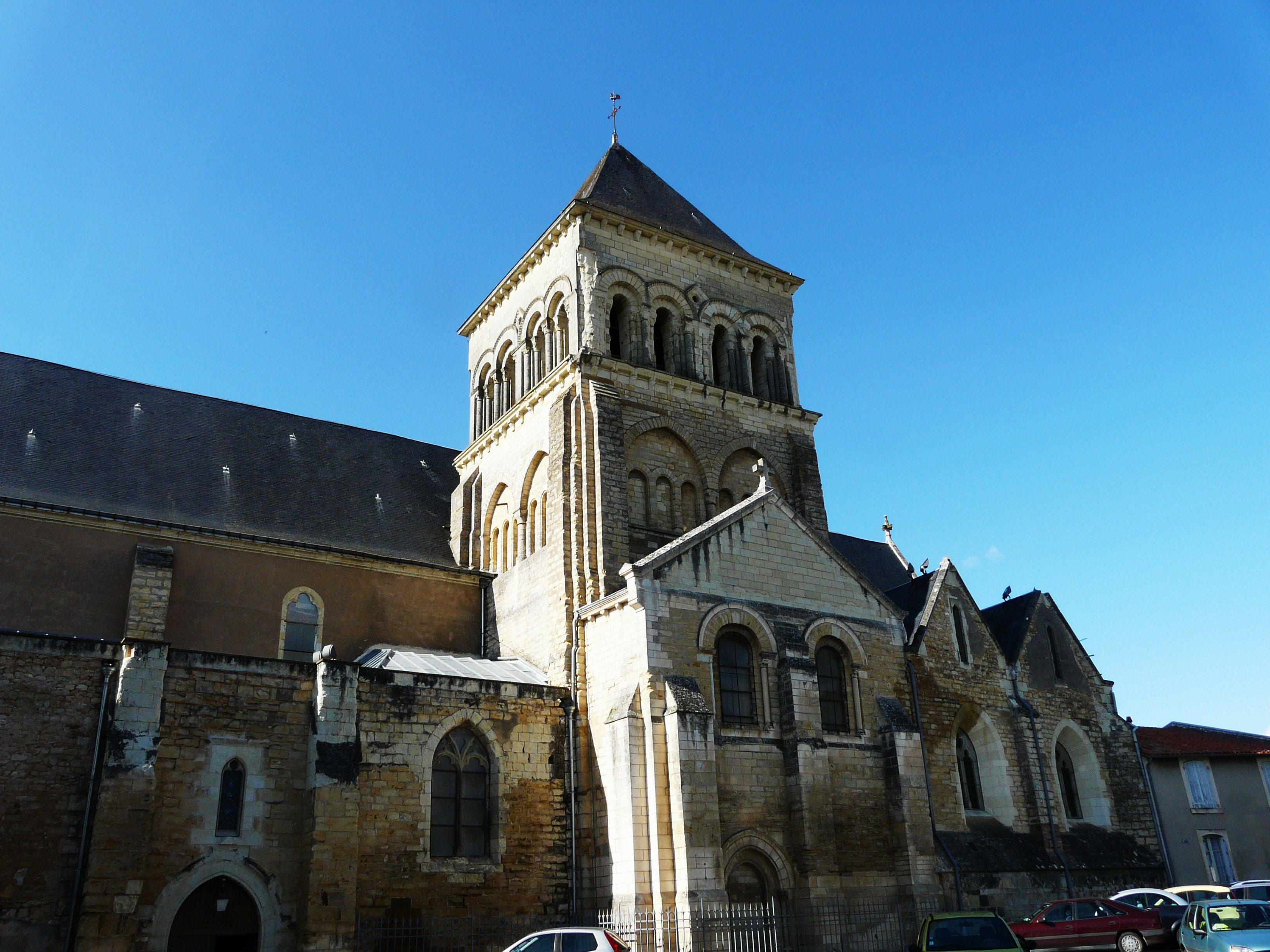
Kirche St-Laon, Fassade
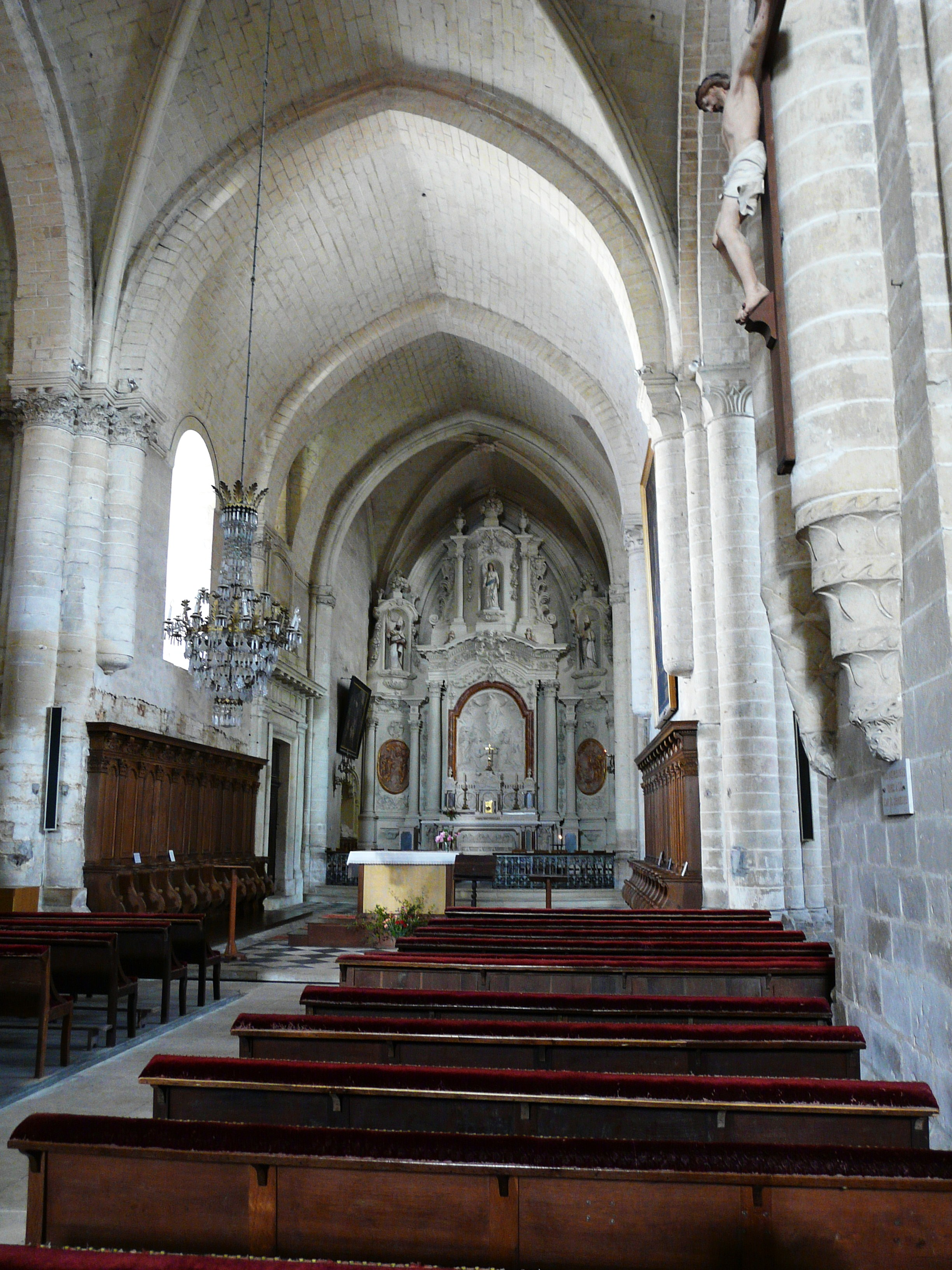
Kirche St-Laon, Kirchenschiff

## Weinbau
Der Ort liegt im Weinbaugebiet Anjou.

## Sonstiges
Nach der Stadt und den naheliegenden Fossilfunden ist das geologische Zeitalter des Toarcium (183,0–175,6 Millionen Jahre v. Chr.), einer der vier Unterabschnitte des Unterjura, benannt.

## Persönlichkeiten
- Bonaventure Corneille Bertram (1531–1594), evangelischer Theologe und Hochschullehrer in Genf und Lausanne
- Henri de La Trémoille, duc de Thouars (1598–1674), Aristokrat
- Henri Charles de La Trémoille (1620–1672), Aristokrat, Anführer der Fronde
- Charlotte Amélie de La Trémoille (1652–1732), Aristokratin und Memoirenschreiberin
- Joseph-Emmanuel de La Trémoille (1659–1720), Aristokrat, Erzbischof von Cambrai 1718–1720, Kardinal
- Prosper Depredomme (1918–1997), belgischer Radrennfahrer
- Jean-Hugues Anglade (* 1955), Schauspieler

## Städtepartnerschaften
- Diepholz, Deutschland
- Port-Gentil, Gabun
- Hannut, Belgien
- Helensburgh, Schottland